# Йо (сленг)
Йо ([joʊ] YOH) — сленговий вигук, який зазвичай асоціюється з північноамериканською англійською мовою. Його популяризувала італо-американська громада Філадельфії, штат Пенсильванія, у 1940-х роках.
Хоча його часто вживають як привітання і часто ставлять на початку речення, він також може стояти в кінці речення та/або використовуватися для того, щоб підкреслити або спрямувати увагу на певну особу, групу чи питання, що розглядається, або привернути увагу іншої особи чи групи осіб. Він також може використовуватися для вираження хвилювання, здивування, недовіри, ентузіазму або подиву.

## Етимологія та історія
Вигук «йо» вперше з'явився у середньоанглійській мові. Окрім вигуку «йо», його також іноді писали як «io».
Хоча цей термін, можливо, використовувався ізольовано в різних контекстах раніше в англійській мові, його нинішнє вживання і популярність походить від його використання серед італо-американського населення Філадельфії у ХХ столітті, яке поширилося на інші етнічні групи міста, зокрема, серед афроамериканців Філадельфії, а згодом вийшло за межі Філадельфії.
З кінця ХХ століття він часто з'являвся в хіп-хоп музиці і став асоціюватися з афроамериканською розмовною англійською мовою, як видно з назви «Yo! MTV Raps», популярної американської телевізійної хіп-хоп музичної програми наприкінці 1980-х років.

## Помітні способи використання
Частим прикладом виразу є вигаданий філадельфійський італо-американець Роккі Бальбоа, де це слово використовується у всіх фільмах про Роккі і є частиною культової фрази "Йо, Едріан, я зробив це!", яка посіла 80 місце у списку 100 найкращих кіноцитат за версією Американської кіноакадемії.
Фраза «Йо, Блер. Як справи?» нібито була неформальним привітанням президента США Джорджа Буша прем'єр-міністру Великої Британії Тоні Блеру під час саміту «Великої вісімки» в Санкт-Петербурзі, Росія, 17 липня 2006 року. Однак інші джерела стверджують, що використання Бушем слова «йо» є «міфом» і що президент насправді сказав «Так, Блер».

## Інше використання
- У Балтиморі, і, можливо, в інших містах, йо (або слово, що збігається з ним) стало гендерно-нейтральним займенником.[9]